# Unidad Jaz

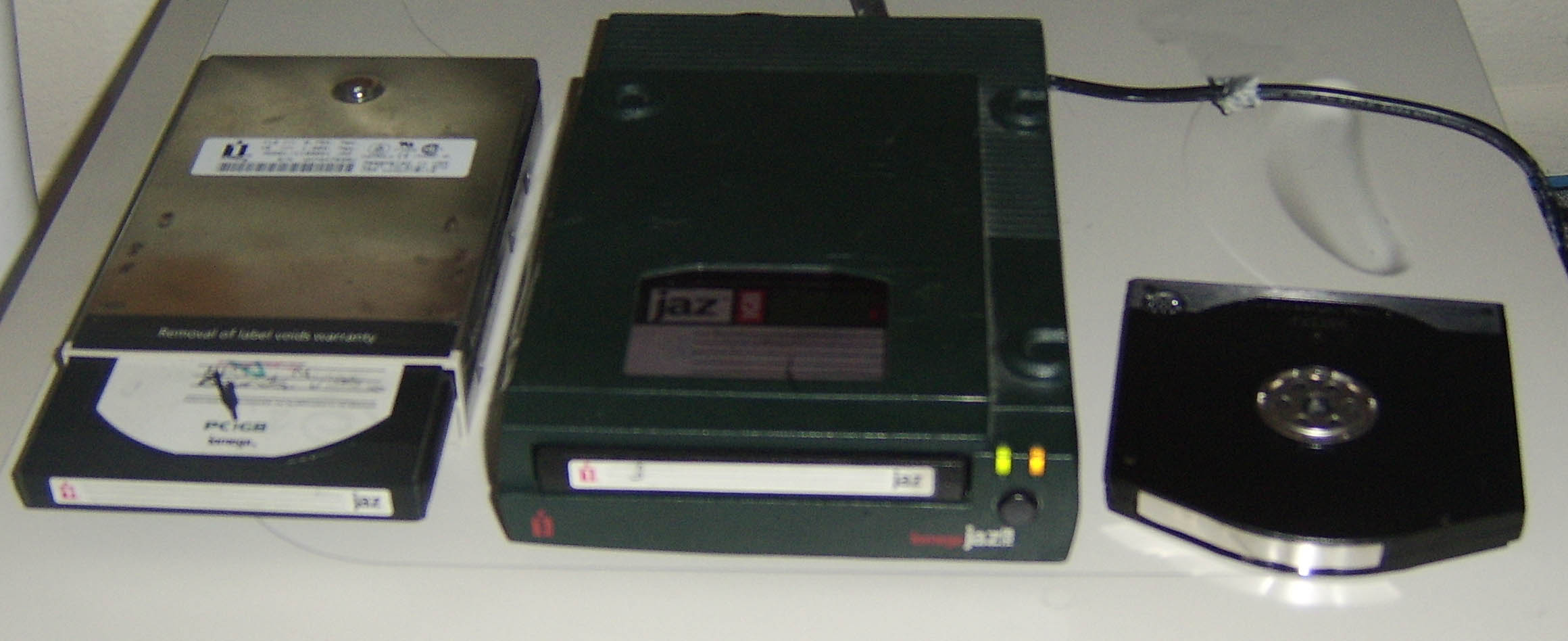
Unidades interna y externa de Iomega Jaz 1 GB con consumible

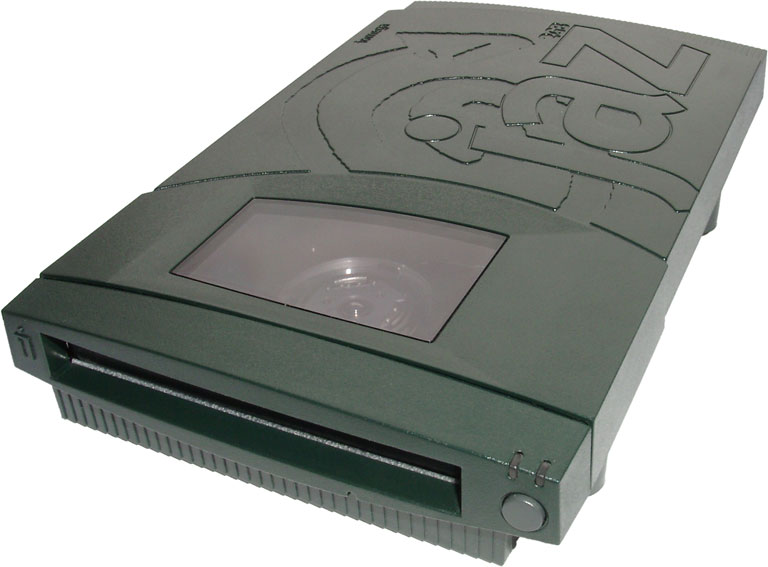
Unidad externa de 2 GB

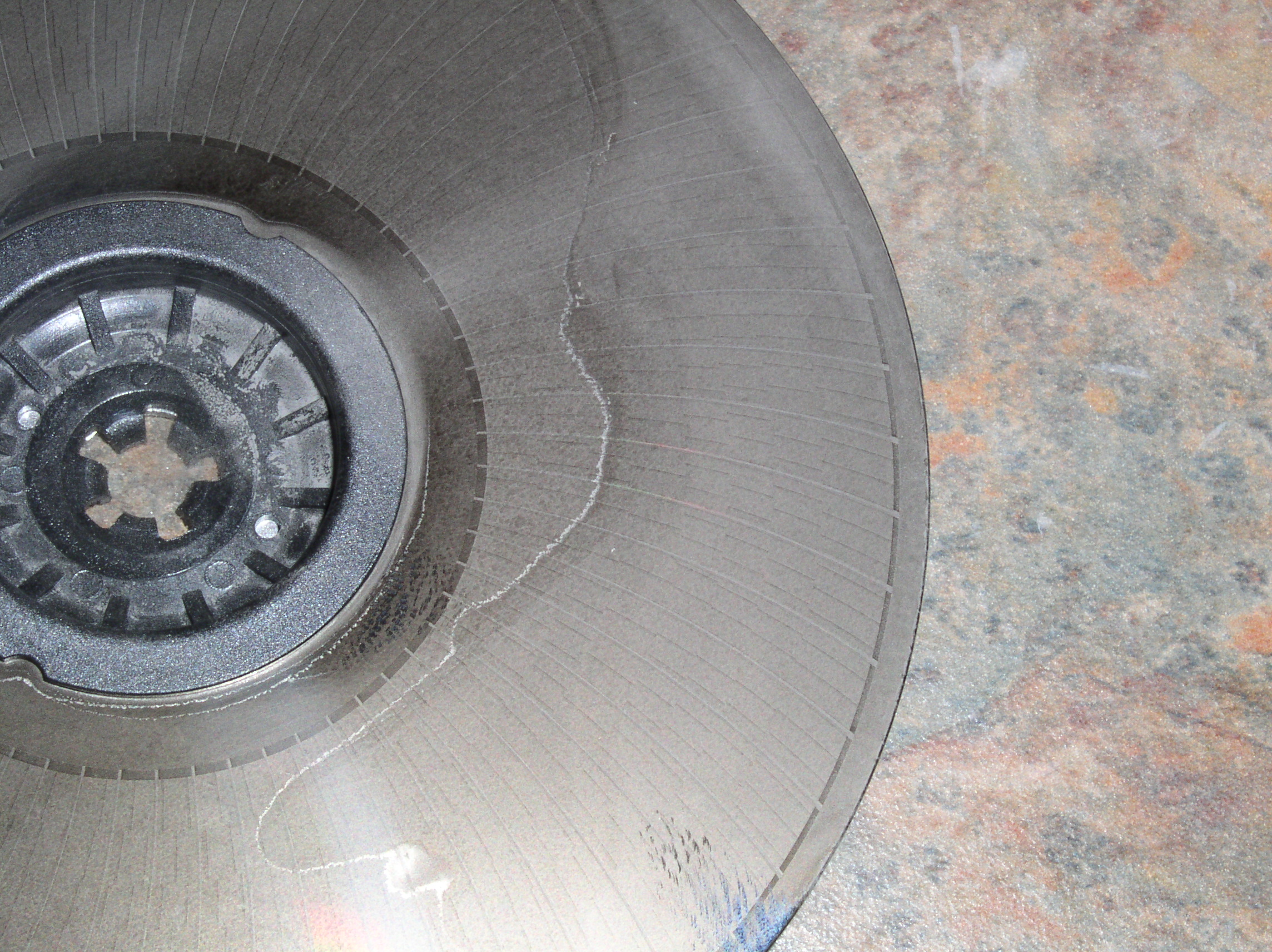
Disco interno de un Iomega Jaz 1 GB con Magview - las pistas magnéticas son claramente visibles.

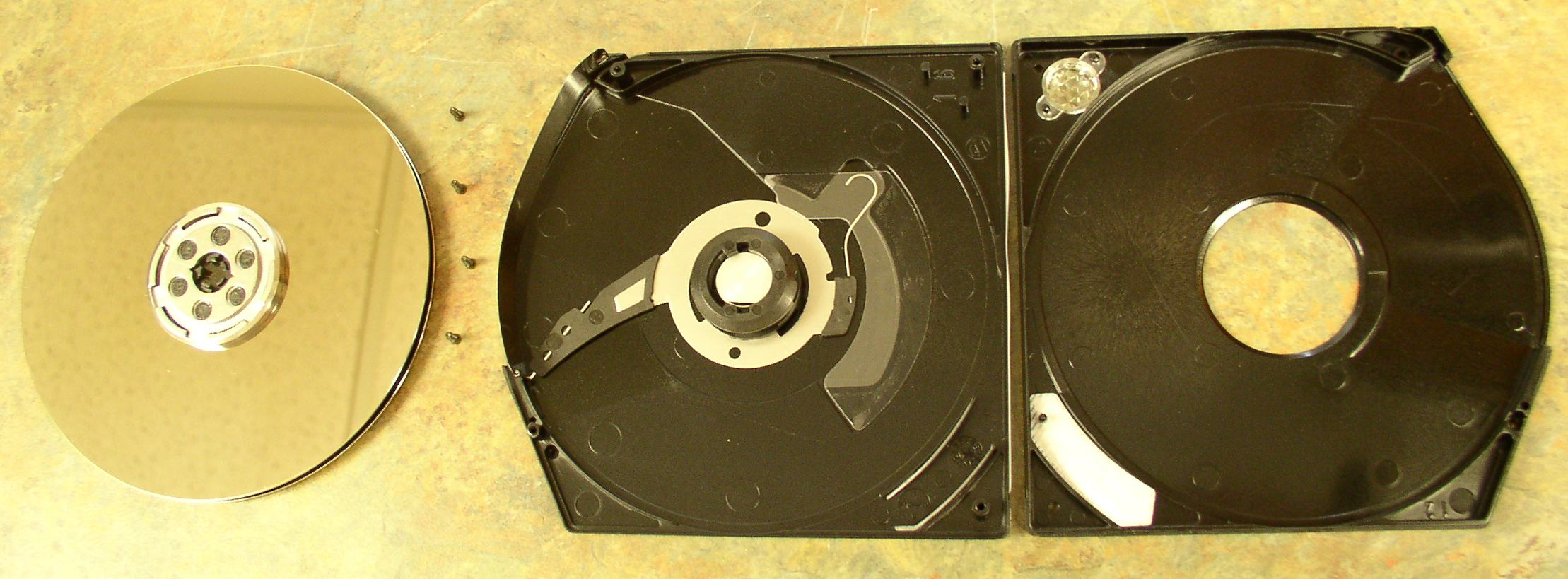
Cartucho Iomega Jaz desmontado.

La unidad Jaz o Iomega Jaz es un sistema extraíble de almacenamiento masivo, creado por Iomega y lanzado inicialmente en 1997. Actualmente está descatalogado, aunque su tecnología se usa en las unidades Iomega REV.
Existen dos versiones de la unidad, la inicial con una capacidad de 1 GB, y una versión revisada con una capacidad de 2 GB. En ambos casos son un aumento significativo sobre el producto estrella de Iomega, la Iomega Zip, por entonces con una capacidad de 100 MB. A diferencia de este último, que usa una variante de la tecnología del disquete, la unidad Jaz utiliza tecnología de disco duro. Esencialmente consta de dos platos de disco en un cartucho extraíble, con el motor y las cabezas magnéticas en la unidad lectograbadora. Al introducirse el cartucho se retiraba la protección metálica por donde accedían las cabezas y todas las cosas
Utiliza una interfaz SCSI y se comercializa como unidad interna de 3,5 pulgadas (de serie viene con un adaptador a 5,25) o como unidad externa (8,0 x 5,33 x 1,5 pulgadas y 907 gramos de peso).
Iomega comercializa además varios productos complementarios:
- Iomega Jaz Traveller: adaptador de SCSI a puerto paralelo, pensado principalmente para su uso con una computadora portátil.
- Iomega Jaz Jet PCI: tarjeta controladora Ultra SCSI para bus PCI, con la ventaja de que puede usarse en una PC o una Mac sin problemas de drivers.
- Iomega Jaz Jet ISA: tarjeta controladora Fast SCSI para bus ISA.
- Iomega Jaz Card PCMCIA: tarjeta PCMCIA Tipo II controladora SCSI.
- Iomega Jaz USB: cable adaptador USB a SCSI.
- Con posterioridad, lanzará cables adaptadores SCSI-USB y SCSI-FireWire.

Las cifras de la unidad Jaz sencillamente casi no pueden distinguirse de las de un disco duro estándar de esa época, debido a la tecnología empleada. Dispone internamente de una memoria caché de 215 KB para lectura/escritura, los tiempos de búsqueda son de 10 ms para lectura, 12 ms para escritura y entre 15,5 y 17,5 ms para acceso. La transferencia de datos es:
- Máxima sostenida: 8,7 MB/segundo
- Normal sostenida: 7,35 MB/segundo
- Mínima sostenida: 3,4 - 8,7 MB/segundo
- Modo burst: 20MB/s

Sin embargo, la unidad Jaz nunca tuvo acceso masivo en el mercado ni el éxito de la ZIP. A esto contribuye el alto precio inicial (es más económico comprar un disco duro de igual capacidad que la unidad + consumible, y sólo se obtiene ventaja cuando hablamos de tres o más cartuchos), el desplome de los precios de consumibles y lectograbadoras CD-R y CD-RW y la escalada de capacidad y velocidad de los discos IDE. Sólo ofrece atractivo para el mercado empresarial, principalmente para copias de seguridad y clonado de servidores, pero al subir la capacidad de los discos duros acaban relegados de ese mercado.